# اچ‌ام‌اس یارموث (۱۶۵۳)
اچ‌ام‌اس یارموث (۱۶۵۳) (به انگلیسی: HMS Yarmouth (1653)) یک کشتی بود که طول آن ۱۰۵ فوت (۳۲٫۰ متر) بود.